# Nightmare (альбом Nightmare)
Nightmare (с англ. — «Кошмар») — седьмой студийный альбом японской группы Nightmare, вышедший 23 ноября 2011 года. Как и многие японские группы, выпускающие свои альбомы в нескольких вариантах, Nightmare не стал исключением и вышел в трёх различных изданиях. Два ограниченных издания содержат DVD с песнями из альбома, в то время как обычное издание включает в себя только CD с дополнительной песней «Dazzle».

## Список композиций
| №   | Название                                                           | Текст песни | Музыка | Длительность |
| --- | ------------------------------------------------------------------ | ----------- | ------ | ------------ |
| 1.  | «eleven (11)»                                                      | Рука        | Рука   | 2:22         |
| 2.  | «VERMILION. (Ярко-красный)»                                        | Рука        | Рука   | 4:16         |
| 3.  | «Fragment (Фрагмент)»                                              | Рука        | Рука   | 4:33         |
| 4.  | «Swallowtail»                                                      | Рука        | Рука   | 4:40         |
| 5.  | «Q.»                                                               | Сакито      | Сакито | 3:50         |
| 6.  | «RAY OF LIGHT (Луч света)»                                         | Ёми         | Ни~я   | 3:49         |
| 7.  | «Rem_ -reprint ver.-»                                              | Сакито      | Сакито | 4:28         |
| 8.  | «Cherish (Лелеять)»                                                | Сакито      | Сакито | 2:42         |
| 9.  | «The sorrow of deceiver (Печальный мошенник)»                      | Рука        | Рука   | 4:17         |
| 10. | «a:FANTASIA -reprint ver.-»                                        | Сакито      | Сакито | 3:50         |
| 11. | «Zero -beyond the G.- (яп. 零-beyond the G.- Rei - beyond the G.)» | Сакито      | Сакито | 3:10         |
| 12. | «Rinne (яп. 輪廻)»                                                 | Ёми         | Хицуги | 5:22         |
| 13. | «$eam (Шрам)»                                                      | Сакито      | Сакито | 3:56         |
| 14. | «SLEEPER (Спящий)»                                                 | Рука        | Рука   | 3:55         |
| 15. | «Dazzle (Ослеплять)»                                               | Сакито      | Сакито | 3:39         |

Ограниченное издание A
| №  | Название         | Длительность |
| -- | ---------------- | ------------ |
| 1. | «Swallowtail PV» | 4:40         |

Ограниченное издание B
| №  | Название          | Длительность |
| -- | ----------------- | ------------ |
| 1. | «Ray of Light PV» | 3:49         |

## Синглы
- Rem_

Выпущен: 22 сентября 2009
Позиция в чарте Oricon: #3
Продано в первую неделю: 18 967
Общее количество продаж: 18 967
- A:Fantasia

Выпущен: 23 июня 2010
Позиция в чарте Oricon: #5
Продано в первую неделю: 16 568
Общее количество продаж: 20 491
- Vermilion

Выпущен: 18 мая 2011
Позиция в чарте Oricon: #6
Продано в первую неделю: 19 242
Общее количество продаж: 19 242
- Sleeper

Выпущен: 7 сентября 2011
Позиция в чарте Oricon: #7
Продано в первую неделю: 16 417
Общее количество продаж: 18 413

## Продажи и позиция в чарте
Альбом достиг #10 позиции в чарте Oricon. В первую неделю после выхода Nightmare, было продано 16 971 экземпляров.